# Oeyreluy
Oeyreluy é uma comuna francesa na região administrativa da Nova Aquitânia, no departamento Landes. Estende-se por uma área de 5,72 km². Em 2010 a comuna tinha 1 726 habitantes (densidade: 301,7 hab./km²).